# Therasea
Therasea là một chi bướm đêm thuộc họ Noctuidae, hiện tại nó được coi là đồng nghĩa của Tarache.

## Former species
- Therasea augustipennis Grote, 1875
- Therasea flavicosta Smith, 1900
- Therasea huachuca Smith, 1903
- Therasea orba Smith, 1903